# Spiranthes itchetuckneensis
Spiranthes itchetuckneensis là một loài thực vật có hoa trong họ Lan. Loài này được P.M.Br. miêu tả khoa học đầu tiên năm 1999.